# Acalolepta pusio
Acalolepta pusio là một loài bọ cánh cứng trong họ Cerambycidae.